# Église de la Conception-de-Sainte-Anne
L'église de la Conception-de-Sainte-Anne (en ukrainien : Аннозачатіївська церква, Annozatchatiïvska tserkva) est un monument à Kiev en Ukraine dont l'architecture date du XVIIe siècle. Elle a été construite en 1679 dans la laure des Grottes de Kiev au-dessus de l'entrée des catacombes lointaines. Des escaliers mènent à la grotte souterraine à l'intérieur de l'église.

## Architecture
Il s'agit d'une structure à un seul dôme de style baroque. Une première église est bâtie en 1679 avec les frais d'un habitant de la laure, Aleksandr Novitsky. C'est une structure en brique de trois étages. En 1763, des bains et de voûtes en pierre sont démantelés et remplacés par un toit en bois et les murs sont renforcés par des contreforts. Le toit connaît des rénovations en 1780 et 1784.
En 1808, l'apparition de fissures entraîne la décision de reconstruire l'église. En 1809-1810, l'église est reconstruite, remplaçant le dôme baroque par un chapiteau selon les plans d'Arseniy Iakouchkine.
Après la dernière reconstruction, l'église est repeinte et l'iconostase en chêne est fabriquée à Moscou,.